# Осланн, Сигрун
Сигрун Ерлёв Осланн (норв. Sigrun Gjerløw Aasland; род. 11 февраля 1978, Гримстад, Эуст-Агдер) —  норвежский политический и государственный деятель. Член Рабочей партии. Министр исследований и высшего образования Норвегии с 4 февраля 2025 года.

## Биография
Родилась 11 февраля 1978 года в Гримстаде.
Окончила Бергенский университет и Университет Перпиньяна во Франции. Получила степень магистра в области международной экономики и урегулирования конфликтов в Университете Джонса Хопкинса в США в 2003 году.
Изучая сравнительную политологию в Бергенском университете Бергена, в 1999—2000 годах была лидером Норвежского студенческого союза (NSU).
Была заместителем руководителя аналитического центра Agenda. Сотрудничала с консалтинговой фирмой Econ, инвестиционным фондом Norfund, аналитической компанией Damvad и Всемирным банком.
С 2021 по 2024 год была лидером экологической организации ZERO.

## Политическая карьера
В 2024 году назначена государственным секретарём в Министерстве климата и окружающей среды Норвегии, возглавляемом министром Андреасом Бьелланном Эриксеном.
При перестановках 4 февраля 2025 года в правительстве под руководством Йонаса Гара Стёре назначена министром исследований и высшего образования.